# Список управляющих Народных банков Сербии и Югославии
Список управляющих Народного банка Сербии, в соответствии с периодами его существования.
2 июля 1884 года основан Привилегированный народный банк Сербского Королевства, который несколько раз был преобразован и переименован в соответствии с изменениями административно-территориального деления Сербии:
- Привилегированный Народный банк Королевства Сербии (2 июля 1884 — 20 января 1920 года)
- Народный банк Королевства сербов, хорватов и словенцев (20 января 1920 — 3 октября 1929 года)
- Народный банк Королевства Югославии (3 октября 1929 — сентябрь 1946 года)
- Народный банк Югославии (включая Демократическую Федеративную Югославию, Социалистическую Федеративную Республику Югославия и Союзную Республику Югославия; сентябрь 1946 — 19 июля 2003 года)
- Народный банк Сербии (19 июля 2003 года — по настоящее время).

Управляющий Народного банка Сербии представляет Народный банк Сербии, управляет им, организуя свою деятельность на основе Конституции Сербии, Закона о Народном банке Сербии и других законов и несет ответственность за его работу, принимает решение о поездках руководителей и других сотрудников Народного банка Сербии в иностранные центральные банки, международные финансовые организации и другие учреждения за рубежом.
Нынешний управляющий Народного банка Сербии — Йоргованка Табакович, избранная на должность 6 августа 2012 года.

### Привилегированный Народный банкКоролевства Сербии
| Фото | Имя                                           | Дата рождения | Дата смерти | Срок пребывания на посту | Подпись | Примечание |
| ---- | --------------------------------------------- | ------------- | ----------- | ------------------------ | ------- | ---------- |
|      | Алекса Спасич (серб. Алекса Спасић)           |               |             | Март — октябрь 1884      |         |            |
|      | Филипп Христич (серб. Филип Христић)          |               |             | 1885-1890                |         |            |
|      | Джордже Вайферт                               |               |             | 1890-1902                |         |            |
|      | Тихомиль Маркович (серб. Тихомиљ Ј. Марковић) |               |             | 1902-1912                |         |            |
|      | Джордже Вайферт                               |               |             | 1912-1918                |         |            |

### Народный банкКоролевства Сербов, Хорватов и Словенцев
| Фото | Имя                                         | Дата рождения | Дата смерти | Срок пребывания на посту | Подпись | Примечание |
| ---- | ------------------------------------------- | ------------- | ----------- | ------------------------ | ------- | ---------- |
|      | Джордже Вайферт                             |               |             | 1918-1926                |         |            |
|      | Любомир Сречкович (серб. Љубомир Срећковић) |               |             | март — июнь 1928         |         |            |
|      | Игнат Бажлони (серб. Игњат Ј. Бајлони)      |               |             | 1928-1929                |         |            |

### Народный банкКоролевства Югославия
| Фото | Имя                                              | Дата рождения | Дата смерти | Срок пребывания на посту   | Подпись | Примечание         |
| ---- | ------------------------------------------------ | ------------- | ----------- | -------------------------- | ------- | ------------------ |
|      | Игнат Бажлони (серб. Игњат Ј. Бајлони)           |               |             | 1929-1934                  |         |                    |
|      | Мелко Чингрижа (серб. Мелко Чингрија)            |               |             | Апрель 1934 — февраль 1935 |         | и. о. управляющего |
|      | др Милан Радосавлевич (серб. Милан Радосављевић) |               |             | 1935-1939                  |         |                    |
|      | др Драгутин Протич (серб. Драгутин К. Протић)    |               |             | 1939-1940                  |         |                    |
|      | др Милан Радосавлевич (серб. Милан Радосављевић) |               |             | Январь — 28 мая 1941       |         |                    |
|      | Добривойе Лазаревич (серб. Добривоје Лазаревић)  |               |             | 28 мая 1941 — ?            |         |                    |

### Народный банкДемократической Федеративной Югославии
| Фото | Имя                                             | Дата рождения | Дата смерти | Срок пребывания на посту | Подпись | Примечание |
| ---- | ----------------------------------------------- | ------------- | ----------- | ------------------------ | ------- | ---------- |
|      | Танасийе Здравкович (серб. Танасије Здравковић) |               |             | 28.11.1945 — 30.4.1946   |         |            |
|      | Обрен Благойевич (серб. Обрен Благојевић)       |               |             | 1.5.1946 — 31.12.1948    |         |            |
|      | Марийан Дермастийа (серб. Маријан Дермастија)   |               |             | 1.1.1949 — 25.10.1951    |         |            |
|      | Сергей Крайгер                                  |               |             | 26.10.1951 — 30.6.1953   |         |            |
|      | Войин Гузина (серб. Војин Гузина)               |               |             | 1.7.1953 — 20.6.1958     |         |            |
|      | Янко Смоле                                      |               |             | 21.6.1958 — 15.6.1962    |         |            |

### Народный банкСоциалистической Федеративной Республики Югославия
| Фото | Имя                                             | Дата рождения | Дата смерти | Срок пребывания на посту | Подпись | Примечание |
| ---- | ----------------------------------------------- | ------------- | ----------- | ------------------------ | ------- | ---------- |
|      | Др Нико Милянич                                 |               |             | 16.6.1962 — 31.5.1969    |         |            |
|      | др Иво Перишин                                  |               |             | 1.9.1969 — 31.12.1971    |         |            |
|      | Бранислав Чоланович (серб. Бранислав Чолановић) |               |             | 1.3.1972 — 2.6.1977      |         |            |
|      | др Ксенте Богоев                                |               |             | 3.6.1977 — 25.12.1981    |         |            |
|      | Радован Макич (серб. Радован Макић)             |               |             | 26.12.1981 — 31.5.1986   |         |            |
|      | Душан Влаткович (серб. Душан Влатковић)         |               |             | 1.6.1986 — 14.7.1992     |         |            |

### Народный банкСоюзной Республики Югославия
| Фото | Имя                                                 | Дата рождения | Дата смерти | Срок пребывания на посту     | Подпись | Примечание |
| ---- | --------------------------------------------------- | ------------- | ----------- | ---------------------------- | ------- | ---------- |
|      | мр Вук Огнанович (серб. Вук Огњановић)              |               |             | 15.7.1992 — 15.7.1993        |         |            |
|      | Борисав Атанацкович (серб. Борисав Атанацковић)     |               |             | 16.7.1993 — 20.10.1993       |         |            |
|      | др. Драгослав Аврамович (серб. Драгослав Аврамовић) |               |             | 2.3.1994 — 15.5.1996         |         | [ 1 ]      |
|      | Душан Влаткович (серб. Душан Влатковић)             |               |             | 26.6.1997 — 27.11.2000       |         |            |
|      | Младжан Динкич (серб. Млађан Динкић)                |               |             | 28.11.2000 — (3.2) 18.7.2003 |         | [ 3 ]      |

### Народный банкСербии
| Фото | Имя                                               | Дата рождения | Дата смерти | Срок пребывания на посту    | Подпись | Примечание |
| ---- | ------------------------------------------------- | ------------- | ----------- | --------------------------- | ------- | ---------- |
|      | Младжан Динкич (серб. Млађан Динкић)              |               |             | (4.2) 19.7.2003 — 22.7.2003 |         |            |
|      | др Кори Удовички (серб. Кори Удовички)            |               |             | 23.7.2003 — 25.2.2004       |         |            |
|      | Радован Йелашич(серб. Радован Јелашић)            |               |             | 25.2.2004 — 28.7.2010       |         |            |
|      | др Дейан Шошкич (серб. Дејан Шошкић)              |               |             | 28.7.2010 — 6.8.2012        |         |            |
|      | Йоргованка Табакович (серб. Јоргованка Табаковић) |               |             | 6.8.2012 — н.в.             |         | [ 4 ]      |